# 新橋遊吉
新橋 遊吉（しんばし ゆうきち、1933年3月29日 - 2018年2月17日）は、日本の小説家。
本名は、馬庭 胖（まにわ  ゆたか）。大阪府出身。初芝高等学校（現・初芝立命館中学校・高等学校）卒業。さまざまな職業を転々としつつ、7年にわたる病気療養生活を送る。その間も執筆活動を続け、1965年（昭和40年）に短編『八百長』で第54回直木賞を受賞。以降、競馬を題材にした現代小説を数多く世に送った。
2018年（平成30年）2月17日、自宅のあった堺市内の病院で腎不全のため死去。84歳没。

## 作品
- 『八百長』文藝春秋、1966
- 『背徳の勝負師』報知新聞社、1968　のち角川文庫
- 『競馬狂い』三一書房 1968
- 『競馬部落』報知新聞社, 1969
- 『花釵紋』報知新聞社, 1969
- 『競馬無宿』三一書房, 1969
- 『叛逆の勝負師』報知新聞社, 1969
- 『一発勝負』青樹社 1969
- 『競馬行脚』報知新聞社, 1970
- 『競馬放浪記』双葉社 1970　のち角川文庫
- 『小説競馬必勝法』徳間書店 1970
- 『競馬番外地』新知新聞社, 1970
- 『非情の鞭』青樹社, 1970
- 『馬券師たち』桃園書房 1971
- 『男が賭ける 新競馬放浪記』双葉社, 1971 のち角川文庫
- 『黒い本命馬』青樹社, 1971
- 『競馬狂列伝 馬券師エレージ』桃園書房, 1972
- 『競走馬空輸殺人事件』双葉社 1972
- 『競馬人生』青樹社, 1972
- 『競馬太平記』桃園書房, 1972
- 『競馬の鬼』桃園書房, 1973
- 『落馬の報酬』青樹社, 1973
- 『馬券師と女神』桃園書房, 1973
- 『競馬風来坊』桃園書房, 1973
- 『馬券師渡世 太平・大勝負の巻』グリーンアロー出版社 1973
- 『馬券師渡世 モテモテ太平の巻』グリーンアロー出版社, 1973
- 『競馬風雲児』グリーンアロー出版社, 1973
- 『競馬三銃士』青樹社, 1973
- 『競馬酔狂連』青樹社, 1974
- 『競馬仁王天』グリーンアロー出版社, 1974
- 『競馬無頼』青樹社, 1974
- 『放浪の馬券師』グリーンアロー出版社, 1975
- 『八百長師の系譜』グリーンアロー出版社, 1975
- 『黒鹿毛慕情 青雲編』グリーンアロー出版社, 1976
- 『馬券師の掟 勝負師復活の巻』グリーンアロー出版社, 1976
- 『馬券師の掟 乾坤一擲の巻』グリーンアロー出版社, 1976
- 『灼熱の賭け』グリーンアロー出版社, 1977
- 『馬券師稼業』双葉社, 1978 のち角川文庫
- 『酔いどれ馬券師』グリーンアロー出版, 1978
- 『馬券師街道』双葉社, 1979 のち角川文庫
- 『冥土の馬券師』双葉社, 1979
- 『陽気な馬券師』第1-2部 グリーンアロー出版社, 1980
- 『競馬天使』グリーンアロー出版社, 1980
- 『競馬流れ節』双葉社, 1981
- 『馬券師と妖精たち 昇竜の巻』グリーンアロー出版社, 1983
- 『馬券師と妖精たち 騎虎の巻』グリーンアロー出版社, 1983
- 『競馬有情 河内馬家ンたれ自伝 無頼編』グリーンアロー出版社, 1985
- 『競馬有情 風雲編』グリーンアロー出版社, 1985
- 『大穴一直線』飛天出版 1995
- 『蒼き潮流の狼たち 異説・村上水軍叛逆の譜』双葉社, 1998